# تیرماهی‌های پراکنده
تیرماهی‌های پراکنده (نام علمی: Ptereleotris) نام یک سرده از راسته سوف‌ماهی‌سانان است.